# الديوان الوطني لتنمية تربية الخيول والإبل
الديوان الوطني لتنمية تربية الخيول والإبل هو مؤسسة عمومية جزائرية ذات طابع صناعي وتجاري، وهو تحت الوصاية المباشرة لوزير الفلاحة.

## النشأة
تم إنشاء الديوان في عهد الرئيس الشاذلي بن جديد بتاريخ 21 أكتوبر 1986، تحت مسمى ’’الديوان الوطني لتنمية تربية الخيول‘‘ ليُغير تسمية الديوان والقانون الأساسي المنظم له في عهد الرئيس عبد العزيز بوتفليقة بتاريخ 9 مايو 2002 إلى اسم ’’الديوان الوطني لتنمية تربية الخيول والإبل‘‘.

## الصلاحيات والمهام
وفقا للمرسوم الرئاسي حددت مهاهم الديوان فيما يلي:
- تنمية السلالات المحلية للخيول والإبل والحفاظ عليها.
- مساعدة المربيين والملاك والجمعيات تقنيا.
- تقديم الخدمات التقنية للرياضات التقليدية، ركوب الخيل، الفروسية، السباقات التقليدية.
- اقتراحات لكل تنظيم في مجال تربية الإبل والخيول.
- العمل على تشجيع إنتاج الخيول، الإبل، الحمير والبغال.
- إنتاج اللآليات والعتاد الخاص بمجال تربية الخيول والإبل.

## مجلس الإدارة
يتكون مجلس إدارة الديوان من عدة ممثلي لوزارات مختلفة متمثليين في:
- وزير الفلاحة، أو من ينوبه.
- ممثل وزير الدفاع الوطني.
- ممثل وزير المالية.
- ممثل وزير الشباب والرياضة.
- ممثل وزير السياحة.
- المدير المكلف بالمصالح البيطية بوزارة الصحة.
- رؤساء الجمعيات الوطنية للمربين.
- المدير العام للمركز الوطني للتلقيح الإصطانعي وتحسين السلالات.
- رئيس فيديرالية الفروسية الجزائرية، أو من ينوبه.
- أربع ممثلين عن مربي الإبل.
- رئيس الغرفة الوطنية للفلاحة، أو من ينوبه.